# Phragmipedium lindleyanum
Phragmipedium lindleyanum é uma espécie de orquídea terrestre, família Orchidaceae, que habita da Venezuela ao norte do Brasil. Há muita controvérsia sobre a variedade denominada sargentianum: a maioria dos taxonomistas brasileiros prefere classificar esta variedade como espécie à parte. Trata-se de planta com inflorescência simples, com poucas flores, enquanto alegam ser a variedade lindleyanum multiflora com inflorescência ramificada.